# Günter Weigand
Günter Weigand (Olsztyn (Prússia Oriental), 1924 ) é um economista alemão e “advogado do povo” (Sozialanwalt). Foi conhecido também como vítima de um escândalo psiquiátrico e converteu-se, assim, em protagonista da Antipsiquiatria na Alemanha.

## Biografia
Originário da Prússia Oriental, Weigand passou sua mocidade em Düsseldorf. De 1942 a 1945 esteve no exército alemão. Depois da guerra trabalhou no serviço postal / de correios (gehobenen Postdienst) alemão. Mais tarde começou seus estudos de ciências sociais na Universidade de Münster onde se graduou como economista na área da macro-economia e fez o doutorado (Dr. rer. pol.). Decidiu “ajudar aos demais desfavorecidos, quem por sua conta propria, devido à falta de fundos, não podem fazer valer seus direitos civis”.
Weigand participou, entre outras coisas, na “União Alemã para a Paz” (Deutsche Friedensunion).
No “caso Blomert”, Weigand, na época chamado de “relho de Münster” tentou esclarecer as circunstâncias da morte do advogado Paul Blomert, que teve lugar em 1961. Acusou os tribunais de Münster com intensidade tal a ponto que começaram a acusar ao proprio Weigand por desordem civil, e conseguiram encerrá-lo na psiquiatria Eickelborn. Investigações posteriores revelaram que Weigand foi victima de erros judiciais. Heinrich Böll foi “tão preocupado pelo caso Weigand, por isso pôs a disposição uma soma considerável para seu defesa”. De acordo com o especialista de direito penal Karl Peters, Weigand é, junto com Frank Arnau, Heinz Kraschutzki e Hans Martin Sutermeister, um “combatente feroz para a lei”.